# 清江大桥 (沪渝高速)
沪渝高速清江大桥，原名“沪蓉西高速清江大桥”，是中国湖北省的一座高速公路斜拉桥，位于恩施土家族苗族自治州恩施市舞阳坝街道鸭子塘村，跨越清江。是沪渝高速公路（当时称“沪蓉西高速公路”）宜昌至利川段的控制性工程之一，由中交第二公路工程局一公司承建。大桥为预应力混凝土单塔斜拉桥，采用双索面、梁塔（墩）固结体系。全长380.4米，主跨220米，边跨150米，共设50对斜拉索，索塔全高166.5米。主梁最大悬浇重量达670吨。大桥于2009年12月19日通车。

## 设计
大桥跨径布置为（40+40+70）+220米。主梁顶面全宽28米、底面全宽28.5米，顶面设2%双向横坡，边肋高2.4米，梁中部全高2.68米，顶板厚32厘米。索塔结构分上部“塔身”和下部“塔墩”两部分，桥面设计高程以上高度为95.453米。索塔顺桥向为独柱型式；上部塔身（横桥向）为宝石形结构，高度为131.8米（不含塔顶辅助设施的结构高度），下部塔墩（横桥向）为带横梁的门形结构，高度为34.7米。斜拉索采用镀锌低松弛高强度平行钢丝束，外层聚乙烯防护。辅助墩采用双柱式钢筋混凝土空心墩身结构，1号辅助墩高16米，2号辅助墩高32米，辅助墩下设厚度4米的承台。桥面全宽28米；其中两侧锚索区各宽1.75米，桥面有效宽度为24.5米（其中，中央分隔带1.5米，两侧安全带各0.5米），桥面铺装采用厚度11厘米的沥青混凝土层。大桥设计荷载为公路-Ⅰ级。主梁采用C60混凝土，索塔塔身部分采用C50混凝土，索塔塔墩部分采用C40混凝土，承台和桩基采用C30混凝土。

## 建设维护历程
2007年12月18日，大桥主塔封顶。2009年5月25日，大桥主跨合龙。2015年5月14日，在中国内地首次利用无人机对大桥进行了一次全面检测。